# 司馬防
司馬 防（しば ぼう）は、中国後漢末期の政治家。字は建公。司馬防の孫、司馬亮の6世孫にあたる司馬准が建てたとされる石碑に拠れば、諱は芳（司馬芳）、字は文豫。司隷河内郡温県の人。父は司馬儁。子は司馬朗・司馬懿・司馬孚など8人。

## 生涯
性質は質実剛健、寛いでいる時も威厳を崩さなかった。息子たちは成人した後であっても、言いつけがなければ部屋に入ることも、座ることも、発言することも許されなかった。
尚書右丞の官にあった時、孝廉に挙げられていた若き日の曹操を、洛陽北部都尉に起用した。
初平元年（190年）には治書御史の官にあった。董卓が後漢の実権を握り、洛陽から長安への遷都を強行したためそれに従うことになったが、長男の司馬朗に命じ家族は帰郷させた。
州郡に取り立てられ、洛陽県令・京兆尹を歴任。老年になると騎都尉に転任した。自分の生き方を守り、村里にて門を閉ざして晩年を過ごした。
曹操は後漢の実権を掌握し、魏王にまで昇ると、鄴に司馬防を呼び寄せて共に飲食を楽しんだ。曹操は司馬防に、今でも自分を尉に推挙するかと聞いたところ、司馬防が「昔、王を推挙した時は、その官職がちょうど良かったまでのことでございます」と答えたため、大笑いしたという。
建安24年（219年）、71歳で没した。魏帝曹芳の時代にあたる正始3年（242年）、子の司馬懿の功績を嘉し、舞陽成侯と諡された。

## 一族
先祖は秦末の殷王司馬卬。曽祖父の司馬鈞はその8代後の子孫で、征西将軍の官に昇った。祖父の司馬量は豫章太守、父の司馬儁は潁川太守を務めた。
8人の子は皆優秀で、全員が字に達の字を持っていたため、司馬八達と呼ばれた。
- 長男 - 司馬朗（伯達）
- 次男 - 司馬懿（仲達）
- 三男 - 司馬孚（叔達）
- 四男 - 司馬馗（中国語版）（季達）
- 五男 - 司馬恂（中国語版）（顕達）
- 六男 - 司馬進（中国語版）（恵達）
- 七男 - 司馬通（中国語版）（雅達）
- 八男 - 司馬敏（中国語版）（幼達）